# Girolamo Marini (Architekt)
Girolamo Marini (* um 1500; † 22. Juni 1553) war ein italienischer Architekt und Militäringenieur. Er gilt als einer der Meister der Defensivarchitektur des 16. Jahrhunderts.

## Leben
Marini wurde um 1500 in Bologna (nach anderen Angaben in Casara bei Modena, von dem aus die Familie bald nach Bologna verzogen sein soll) geboren. Marini, der Bologna wegen der Auseinandersetzungen um die Herrschaft der Bentivoglio verließ, soll in Kontakt mit Antonio da Sangallo dem Jüngeren gekommen sein, mit dem er an der Befestigung von Ancona gearbeitet haben soll. In den dreißiger Jahren des 16. Jahrhunderts soll er als Militäringenieur im Dienst des Papsts Clemens VII. gestanden sein und sich auch in Rom aufgehalten haben. Seit 1536 stand er in Diensten des französischen Königs Franz I. 1537 führte er Befestigungsarbeiten in dem damals teilweise französisch besetzten Piemont durch, und zwar in Bene Vagienna, Centallo und Moncalieri. Möglicherweise entwickelte er auch den Plan für die Zitadelle in Pinerolo. Ab 1543 war er an der Errichtung der Defensivbefestigungen von Landrecies beteiligt. In der Folge arbeitete er in Luxemburg und Saint-Dizier. Um 1545 befestigte er die Grenze zum Heiligen Römischen Reich. Er verstarb am 22. Juni 1553 bei der Zerstörung der Stadt Thérouanne in Nordfrankreich durch die Truppen des Kaisers Karl V.

## Werk
Marini war bei der Neuanlage der Festungen von Maubert-Fontaine, Mézières, Mouzon, Villefranche-sur-Meuse, Chaumont, Coissy, Ligny-en-Barrois und bei der Anlage von Artilleriebefestigungen in Luxemburg tätig. Er schuf auch den Plan für die Neuanlage der Stadt Vitry-le-François (1544/1545). Weiter verstärkte er Befestigung der Butte von Sainte-Menehould.